# Florian Paucke
Florian Paucke, também conhecido como Florián Bauque (Wołów, 24 de setembro de 1719 - Neuhaus, 13 de abril de 1780), foi um padre jesuíta, missionário, apicultor, compositor, multi-instrumentista e naturalista da Boémia.
Foi aceite na Companhia de Jesus em 1736 e desde logo pediu para ser enviado como missionário para a América, mas a autorização só foi concedida em 1747. Chegou em Buenos Aires em 1 de janeiro de 1749 e foi enviado para a região do Chaco para evangelizar os índios mocobi. Com a expulsão dos jesuítas voltou para sua terra. Deixou uma centena de ilustrações comentadas sobre a sua experiência entre os índios que são uma rica fonte documental para o conhecimento da vida nas reduções, reunidas no livro Iconografía Colonial Rioplatense (1749-1767).